# Penitenciarul Ploiești
Penitenciarul Ploiești este o unitate de detenție din Ploiești, județul Prahova, România. Dispune de o suprafață de 5155 m2, având 7 corpuri de clădire din care un corp este destinat deținerii persoanelor private de libertate.